# 映像作品集14巻 〜Tour 2018「BONES & YAMS」〜
『映像作品集14巻 〜Tour 2018「BONES & YAMS」〜』はASIAN KUNG-FU GENERATIONが2018年10月31日にリリースした映像作品である。

## 概要
2018年3月28日に発売されたベストアルバム『BEST HIT AKG Official Bootleg “HONE”』『BEST HIT AKG　Official Bootleg “IMO”』のリリースに際して2018年6月から7月にかけて行われたライブツアー「ASIAN KUNG-FU GENERATION Tour 2018 「BONES & YAMS」」のうち、2018年7月12日に開催された新木場STUDIO COAST公演を映像化。
ツアーには全公演Nick Moonがオープニングアクトとして出演し、アジカンのアンコールではセッションも行った。
上述のベストアルバムがレア曲を多く収録しているため、本ツアーでも近年演奏されていなかった楽曲が多く演奏された(セットリストの半数以上が上記2枚から選曲されている)。
アンコールはメンバー4人が交代で選曲した。
本編では日替わり曲として「ロードムービー」「融雪」に代わって「マイクロフォン」「ローリングストーン」が演奏される日があった。

## 収録曲
1. Right Now
2016年5月の「JAPAN JAM BEACH 2016」以来の演奏で、ツアーでは初披露。
2. エントランス
3. 荒野を歩け
4. 白に染めろ
2009年のツアー「酔杯リターンズ」以来約9年ぶりの演奏。
5. 極楽寺ハートブレイク
2009年のツアー「ワールド ワールド ワールド」以来約9年ぶりの演奏。
6. ロードムービー
2010年の「NANO-MUGEN CIRCUIT 2010」以来約8年ぶりの演奏。
7. サイレン
8. 無限グライダー
9. 永遠に
2009年のツアー「ワールド ワールド ワールド」以来約9年ぶりの演奏。
10. ノーネーム
2012年のツアー「ランドマーク」以来約6年ぶりの演奏。
11. 未だ見ぬ明日に
2013年の横浜スタジアム公演1日目以来約5年ぶりの演奏。
12. 架空生物のブルース
2013年の横浜スタジアム公演2日目以来約5年ぶりの演奏
13. 生者のマーチ
14. 夜を越えて
15. サイエンスフィクション
2008年のツアー「酔杯 2008 〜THE FINAL〜」以来約10年ぶりの演奏。
16. 融雪
2012年のツアー「BEST HIT AKG」以来約6年ぶりに演奏。
17. Re:Re:
18. Standard / スタンダード
19. ワールド ワールド ワールド
2014年以来約4年ぶりに演奏。
20. 新しい世界
2014年以来約4年ぶりに演奏。
21. High And Dry featuring Nick Moon
ここからアンコール。
RadioheadのカバーをオープニングアクトのNick Moonがボーカルで披露。
22. ムスタング
2013年の横浜スタジアム公演1日目以来約5年ぶりの演奏。
『フィードバックファイル 2』に収録されている「ムスタング (mix for 芽衣子)」のバージョンで披露。
23. 嘘とワンダーランド
24. 君という花